# Walter Kutschmann
Walter Kutschmann (ur. 24 maja 1914 w Dreźnie, zm. 30 sierpnia 1986 w Buenos Aires) – niemiecki policjant (Gestapo), SS-Untersturmführer, członek Einsatzkommando zur besonderen Verwendung, kierował egzekucją profesorów lwowskich 4 lipca 1941 we Lwowie.

## Życiorys
Urodził się w rodzinie dentysty. Od 1928 w Hitlerjugend, w latach 1932/1933 – 1936 służył w Luftwaffe. W 1937 uzyskał maturę i rozpoczął studia prawnicze. Przerwał studia i zaciągnął się do oddziałów marokańskich gen. Francisco Franco walczących w wojnie domowej w Hiszpanii.
Jeszcze w czasie hiszpańskiej wojny domowej został sekretarzem w konsulacie III Rzeszy w Kadyksie. We wrześniu 1939 został przyjęty do Urzędu Policji Państwowej w Lipsku, w lutym 1940 wstąpił do NSDAP. Członek SS od 11 lutego 1940, w kwietniu 1941 awansowany do stopnia SS-Untersturmführera.
W końcu czerwca 1941 służył w Einsatzkommando zur besonderen Verwendung pod dowództwem dowódcy Sicherheitspolizei i Sicherheitsdienst (niem. Befehlshaber der Sicherheitspolizei und des SD) na Generalne Gubernatorstwo SS-Brigadeführera Eberharda Schöngartha we Lwowie. 4 lipca 1941 dowodził plutonem egzekucyjnym rozstrzeliwującym profesorów lwowskich. Do marca 1942 był szefem referatu IV (Gestapo – zwalczanie polskiego podziemia) na posterunku Grenzschutz w Drohobyczu, następnie służył na placówce zewnętrznej w Tarnopolu, gdzie uczestniczył w masowych rozstrzeliwaniach ludności. Potwierdził aresztowanej Karolinie Lanckorońskiej rolę Hansa Krügera i własną w aresztowaniach i egzekucji profesorów lwowskich. Spisał zeznanie Lanckorońskiej w tej sprawie i nadał mu oficjalny bieg, czego konsekwencją było postępowanie dyscyplinarne SS wobec Krügera o ujawnienie tajemnicy Rzeszy (niem. Geheime Reichssache), przeniesienie i degradacja Krügera.
W 1944 Kutschmann został przeniesiony na posterunek Grenzschutzu nad granicę okupowanej Francji z Hiszpanią. Na początku 1945 zdezerterował do Hiszpanii. W 1947 z fałszywym paszportem na nazwisko mnicha karmelitów Pedro Ricardo Olmo Andres udał się do Argentyny. W Buenos Aires był kierownikiem przedstawicielstwa firmy Osram. Ścigany przez Szymona Wiesenthala. Aresztowany po raz pierwszy w 1975, uwolniony z braku wniosku ekstradycyjnego, zniknął. Aresztowany ponownie w listopadzie 1985, zmarł na atak serca 30 sierpnia 1986 w szpitalu więziennym podczas przygotowania do ekstradycji do RFN.